# Eleocharis gonzaleziae
Eleocharis gonzaleziae är en halvgräsart som beskrevs av D.J.Rosen. Eleocharis gonzaleziae ingår i släktet småsäv, och familjen halvgräs. Inga underarter finns listade i Catalogue of Life.